# Чапман, Джорджина
Джорджи́на Ро́уз Ча́пман (англ. Georgina Rose Chapman; род. 14 апреля 1976, Лондон, Англия, Великобритания) — британская актриса, певица, модельер и фотомодель.

## Биография
Джорджина Роуз Чапман родилась 14 апреля 1976 года в Лондоне в семье бизнесмена Брайана Чапмана. Выросла в Ричмонде. Училась в колледже Мальборо в Уилтшире. В свои 20 лет Чэпмен разработала рекламу шампуня от перхоти Head & Shoulders и пастилок для горла. Она познакомилась с будущим деловым партнёром Керен Крейг, когда они учились в Колледже искусств и дизайна Челси. Чэпмен окончила Уимблдонскую школу искусств в 2001 году и начала свою карьеру в качестве модельера. После окончания университета она снималась в различных сериалах и фильмах.
В 2004 году, вместе с Керен Крейг, Джорджина основала фэшн-лейбл «Marchesa», который назвала в честь аристократки и светской львицы, Луизы Казати. Среди инвесторов бренда ― Джузеппе Чиприани и Стив Виткофф. В 2006 году лейбл был назван одним из 10 лучших финалистов организации Совет модельеров Америки. Согласно списку самых богатых людей по версии газеты Sunday Times за 2015 год, чистый капитал Чэпмен составляет 15 миллионов фунтов стерлингов. С 2012 по 2019 год она была судьей проекта Подиум.
В мае 2019 года дизайн вечернего платья Чэпмен был представлен на гала-концерте Met Gala 2019 года в Нью-Йорке голливудской актрисой, Констанс Ву.

## Личная жизнь
Чапмпан родилась с антеверсией бедренной кости, из-за чего её пальцы при ходьбе были направлены внутрь. В восьмилетнем возрасте у неё была диагностирована дислексия.
С 18-летнего возраста Чапман знакома и дружит с актёром Дэвидом Ойелоуо.
С 2007 по 2021 год Чапман была замужем за кинопродюсером Харви Вайнштейном. 10 октября 2017 года Чапман объявила о расставании с Ванштейном после того, как более 100 женщин выдвинули против него обвинения в изнасилованиях и сексуальных домогательствах. У бывших супругов двое детей: дочь Индия Пёрл Вайнштейн (род. 30 августа 2010) и сын Дашиэлл Макс Роберт Вайнштейн (род. 11 апреля 2013).
Осенью 2019 года стало известно, что Чапман состоит в отношениях с актёром Эдриеном Броуди.

## Избранная фильмография
| Год  |   | Русское название | Оригинальное название | Роль              |
| ---- | - | ---------------- | --------------------- | ----------------- |
| 2005 | ф | Цена измены      | Derailed              | Кэнди             |
| 2009 | с | Сплетница        | Gossip Girl           | в роли самой себя |